# August tom Dieck

August Christian Hermann tom Dieck

August Christian Hermann tom Dieck (* 23. März 1831 in Oldenburg (Oldb); † 20. August 1893 in Dresden) war ein deutscher Historienmaler und Kunstlehrer.

## Leben
August tom Dieck war der Sohn des Oldenburger Kaufmanns Oltmann Diedrich Nikolaus tom Dieck und dessen Ehefrau Catharine Margarethe geb. Mehrens. Er kam bereits mit 16 Jahren 1847 an die Kunstakademie Dresden, an der er bis 1851 studierte. 1850 stellte er erstmals seine Werke aus. Er blieb auch weiterhin in Dresden, denn es folgten Studien ab 1851 im Atelier des Historienmalers Adolf Wichmann und später auch bei Julius Schnorr von Carolsfeld. Diese Lehrer waren für seinen weiteren Werdegang entscheidend, sie führten ihn zur religiösen Kunst und besonders zu deren italienischem Ursprung. Sein erstes bekanntes Werk entstand 1854, die Heilige Cäcilie.
Studienreisen führten ihn 1857 nach Italien, zunächst nach Florenz und dann nach Rom, wo er rund vier Jahre im Umfeld von Peter von Cornelius arbeitete. Er widmete sich hier dem Studium der alten Meister und besonders Raffaels. So zeichnete er zwei Blätter nach Raffaels Fresken in der Villa Farnesina (Loggia von Amor und Psyche) und – nach großem Zuspruch von Cornelius – auch die zehn Zwickel der Decke in derselben Weise. In Rom entstand 1859 auch sein bedeutendstes Werk, die beiden Marien am Grabe Christi, gehalten in der Tradition der Maler der Nazarenischen Kunst.
1861 wurde tom Dieck durch seinen Vater zur Rückkehr nach Deutschland aufgefordert. Nach einer Zwischenstation in Oldenburg ließ er sich erneut in Dresden nieder, wo er 1865 heiratete und dann als Maler und Kunstlehrer tätig war. Zu seinem Freundeskreis gehörte u. a. der Maler Friedrich Preller d. J. Auch während seiner Dresdner Zeit weilte er mehrmals in Oldenburg, wo er den Großherzog Nikolaus Friedrich Peter und dessen Frau porträtierte, Werke kopierte für die großherzogliche Galerie im Augusteum und für verschiedene Kirchen Altarbilder fertigte. Um 1878 war er an der künstlerischen Ausschmückung der Meißner Burgkapelle beteiligt. Er lieferte die Vorlagen für zwei Glasfenster, vier Propheten in einer ornamentalischen Rahmung darstellend.
August tom Dieck verstarb 1893 in Dresden, er wurde auf dem Dresdner Alten Annenfriedhof an der Chemnitzer Straße begraben. Sein Grab befindet sich auf dem Trinitatisfriedhof in Dresden-Johannstadt.

## Werke (Auswahl)

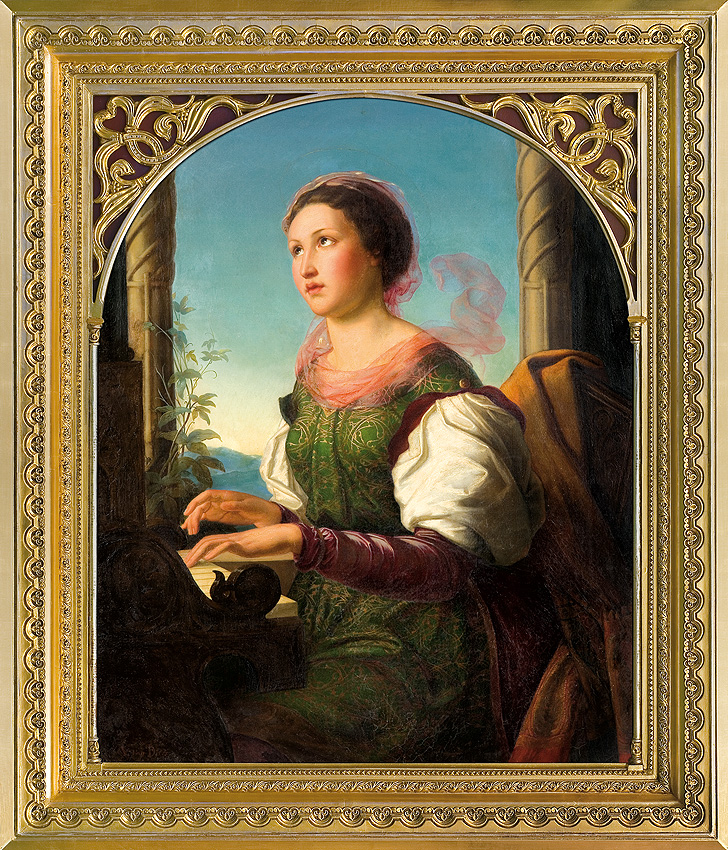
Die heilige Cäcilie
(Fassung von 1855)

- Die beiden Marien am Grabe Christi (1859), Landesmuseum Oldenburg
- Raffaels Fresken in der Farnesina, zwölf Blätter nach Raffael (1861), der Cyklus gelangte in den Besitz der Photographischen Gesellschaft zu Berlin, die ihn u. a. 1861 und 1875 als Bildband herausgaben.[2]
- Großherzog Nikolaus Friedrich Peter (1867), Stadtmuseum Oldenburg[3]
- Die heilige Cäcilie (vor 1878), Galerie Neue Meister, Staatliche Kunstsammlungen Dresden[4]
- Pan der Psyche Trost zusprechend (1878), LII. Ausstellung der Königlichen Akademie der Künste zu Berlin[5]